# Biểu tình Iraq 2011
Biểu tình Iraq 2011 là một phần của Biểu tình tại Trung Đông và Bắc Phi 2010–2011. Đến nay đã có năm người chết. Trong nỗ lực kiềm chế bạo loạn, thủ tướng Iraq Nouri al-Maliki tuyên bố sẽ không tiếp tục nhiệm kỳ thứ ba vào năm 2014.